# Majelis Syuro Muslimin Indonesia
El Majelis Syuro Muslimin Indonesia sovint abreujat com a Masyumi (Consell Consultiu dels Musulmans d'Indonèsia) fou una organització politicoreligiosa indonèsia fundada el 1943 i suprimida el 1960.
Després de l'ocupació japonesa l'1 de març de 1942, els japonesos van mobilitzar als musulmans en favor dels seus objectius polítics i van fundar el Masyumi sobre la base del que havia estat el Madjis Islam Ala Indonesia (Consell Islàmic d'Indonèsia) coordinadora de grups musulmans oposats als holandesos fundada el 1937 i amb algunes organitzacions menors autoritzades pels mateixos japonesos entre 1942 i 1943. El 7 de setembre de 1944 el Japó va anunciar que preparava a Indonèsia per a la independència.
El 8 de desembre de 1944 es va crear la seva branca militar, el Barisan Hizbullah (Front del Partit de Déu), organització que pretenia la versió musulmana del Pemblea Tanah Aiv (PETA, Defensors de la Pàtria, laics). L'1 de juny de 1945 Sukarno va llençar la teoria del cinc pilars (Panca Sila o pancasila) en el qual el pilar religiós no era l'islam sinó la creença en Déu, i el Masyumi va adherir a aquest principi el 22 de juny. El compromís fou conegut com la “Carta de Jakarta” i permetia l'admissió d'altres religions dins l'estat. Posteriorment el Masyumi va declinar ràpidament; la identificació de l'islam amb el nacionalisme havia fracassat. Quan després de la independència es va començar a discutir la nova constitució (17 d'agost de 1945) els laics van portar la iniciativa. Amb la derrota del Japó l'organització va desaparèixer de fet.
Fou refundat per líders musulmans a Jakarta el 7 de novembre de 1945, sobre la base de la Nahadatul Ulama (NU, Renaixença dels Ulemes) organització tradicionalista legalitzada pels japonesos, el PSII (Partai Serikat Islam Indonesia) el primer partit nacionalista islàmic del país fundat el 1911, i la Muhammadiyah, una organització islamista modernista. Es van fundar també organitzacions de dones i joves, i un sindicat de treballadors i un d'agricultors. Amb els estudiants es van coordinar amb la HMI (Himpunam Mahasiswa Indonesia) que es va fundar el 1947. Progressivament els modernistes van agafar el control i llavors el PSII es va refundar el 1947 amb majoria tradicionalista, i va quedar fora del Masyumi. El Masyumi va quedar format per tres tendències: una socialista religiosa (cap visible Soekiman) que va participar en el govern i a les converses amb els Països Baixos per la plena independència; un corrent centrista conservador amb els antics membres del NU (cap visible Wahid Hasjim) que va participar en el govern per ocupar-se dels afers religiosos; i una tendència radical islamista dirigida per Ihsa Ansary.
El gener del 1948 el govern va pactar amb els holandesos l'acord de Renville que establia la retirada dels republicans de l'oest de Java. El cap del Masyumi a la regió, S. H. Kartosoewirjo, va proclamar l'Estat Islàmic d'Indonèsia (maig) i es va declarar imam. El moviment fou conegut com a Darul-Islam i va durar fins al 1962 quan Kartosoewirjo fou capturat i executat. El Masyumi va evitar condemnar la rebel·lió fins al 1951 quan l'exèrcit els va obligar a aprovar les accions militars contra els islamistes a Java Occidental. La rebel·lió del Darul-Islam es va estendre cap a Gran Atjeh i el sud de les Cèlebes (1953).
El 1950 la tendència NU va perdre influència dins el govern quan en els gabinets Natsir (1950) i després Soekiman (1951) només van rebre la cartera d'Afers Religiosos. El 1952, en el govern de Faqih Usman, van perdre també aquesta en favor de la tendència Muhammadiyah. Els propers a la tendència NU es van separar del Masyumi i van refundar el seu partit. El gabinet Ali Sastroamidjoyo (juliol de 1953 a juliol de 1955) va rebre el suport del NU, mentre que el Masyumi se li va oposar perquè l'acusava d'estar aliat als comunistes. En endavant el Masyumi va adoptar una actitud anticomunista, enfrontant-se a Sukarno, que considerava als comunistes una força revolucionària essencial.
A les eleccions del 29 de setembre de 1955 el Masyumi es va presentar per un costat i els altres partits islàmics per un altre. El Masyumi va obtenir el 20% dels vots (segon partit després del Partit Nacional d'Indonèsia que va tenir el 22,3%) mentre el NU tenia el 18,4% i el Partit Comunista d'Indonèsia el 16,4%. A la constituent els resultats foren similars i els partits islàmics van tenir en conjunt el 43,9%. A partir del 10 de novembre de 1956 la constituent va començar a discutir la nova constitució que havia de reemplaçar a les de 1945, 1949 i 1950. El Masyumi es va aliar als altres partits musulmans en favor d'un estat fundat sobre els principis de l'islam, mentre la resta dels partits propugnaven els Panca Sila. Calia dos terços dels vots i cap dels dos grups no la podia obtenir. El 5 de juliol de 1959 Sukarno va dissoldre la constituent i va decretar el retorn a la constitució de 1945.
En els anys següents el Masyumi va començar a declinar. El 1957 alguns dels seus caps com Moh. Natzir i Sjafruddin Prawiranegara en moviments insurreccionals al nord de les Cèlebes i a l'oest de Sumatra el 1957. Acusats des de fora d'afavorir la revolta, dins del partit van sorgir dues tendències, una regionalista i una centralista-javanesa dirigida per Soekiman. El 1960 els principals líders inclòs Soekiman, van abandonar el Masyumi i s van afiliar al PSII. La tendència Muhammadiyah va abandonar també el partit. Només van quedar els que eren vistos com a separatistes i rebels encara que no ho fossin.
El 17 d'agost de 1960 el president Sukarno va decretar la dissolució de l'organització i del Partit Socialista de Sultan Sjahir (PSI), aliat de l'anterior i fortament anticomunista tot i el seu nom, sobre la base que refusaven condemnar als membres que participaven en les revoltes.